# Watermelon Slim
William P. Homans III (Boston, 1949) is een Amerikaanse blueszanger, -gitarist en -mondharmonicaspeler. Hij staat momenteel onder contract bij NorthernBlues Music, gevestigd in Toronto, Ontario. Homans heeft ook bachelor- en masterdiploma's behaald aan de University of Oregon en de Oklahoma State University.

## Biografie
Homans werd geboren in Boston, Massachusetts. De echte naam van deze muzikant is William P. Homans III. Hij was de zoon van de bekende burgerrechtenadvocaat William P. Homans jr. uit Boston  maar heeft gezegd dat hij is opgegroeid in North Carolina, waar hij voor het eerst op 5-jarige leeftijd werd geconfronteerd met bluesmuziek uit die tijd. Tijdens zijn kinderjaren zong hij in koren en feestclubs. Homans legde later uit dat hij voor het eerst muziek speelde in 1958 op een set bongodrums. Een jaar later kreeg hij een harmonica. Het duurde bijna een decennium voordat hij voldoende ervaring had opgedaan om een professioneel optreden op Middlebury College in Vermont op zich te nemen.
Homans treedt op sinds de jaren 1970 en is in verband gebracht met verschillende opmerkelijke bluesmuzikanten, waaronder John Lee Hooker, Robert Cray, Champion Jack Dupree, Bonnie Raitt, Country Joe McDonald en Henry Vestine van Canned Heat.
Het eerste opnameproject met Homans was het album Merry Airbrakes, dat werd opgenomen en uitgebracht op een klein label in 1973 na terugkeer van een tournee in Vietnam. Dit lied dat hij schreef, werd beschreven als furieus anti-oorlog. Homans was na zijn terugkeer naar huis betrokken geraakt bij Vietnam Veterans Against the War en het album bevatte liedjes met teksten die drugsgebruik, spirituele verkenning en betrokkenheid bij de emotionele kosten van het vechten tegen vijanden weerspiegelden. Het album, waarvan de originelen als verzamelobject gelden, is opnieuw uitgebracht.
In Vietnam liep hij een ziekte op, waardoor hij in een militair hospitaal van Cam Ranh Bay belandde. Tijdens zijn herstel begon hij een Vietnamese gitaar te spelen, gemaakt van balsahout en roestige metalen snaren. Zijn plectrum was een sigarettenaansteker van Zippo. Toen hij weer naar de Verenigde Staten werd overgebracht, mocht hij zijn Vietnamese gitaar niet meenemen, dus kocht hij kort na zijn aankomst een nieuwe Amerikaanse gitaar en bleef deze nieuwe vaardigheid ontwikkelen. Tegen 1979 voelde hij zich op drift in de omgeving van Boston en besloot naïef om naar Oklahoma te verhuizen, wat land te kopen en de kost te verdienen als boer. Hij verbouwde veel verschillende gewassen, van kantaloepen tot artisjokken, maar de boerderij was nooit een financieel succes, slechts een bijzaak. Homans zei later dat watermeloenen het enige gewas waren waarop nooit geld verloren ging. Na Vietnam bracht Homans het grootste deel van zijn volwassen leven door met werken als vrachtwagenchauffeur, gewoon om rond te komen.
Volgens Oklahoma Magazine woonde Homans in juli 1980 op een vrachtwagenboerderij in Pushmataha County, toen hij voor het eerst de bijnaam Watermelon Slim aannam. Homans heeft misschien gekozen voor de bijnaam omdat zijn boerderij watermeloenen produceerde. Hij herinnerde zich dat hij die dag een mondharmonica in zijn ene hand had en met de andere hand een stuk watermeloen at.
Hij stopte nooit met het spelen van muziek en kwam in 1984 in contact met enkele professionele spelers in Oregon. Dit verbeterde zijn vaardigheden en gaf hem vertrouwen in zijn muzikale vaardigheden. Daarna ging hij naar Europa, met de bedoeling zich als solist te vestigen. Toen die poging mislukte, keerde hij terug naar Boston en reed met een vrachtwagen. In 1993 keerde hij terug naar zijn 'truck patch' in Oklahoma, waar hij sindsdien gevestigd is. Hij formeerde ook zijn ondersteunende band The Workers.
Zijn meer recente muziek is geworteld in de deltablues stijl, aangezien hij zijn dobro gitaar lap-style, linkshandig en achterstevoren speelt met een steelgitaar. Terwijl hij decennialang typisch een akoestisch vertolker was, heeft hij zich bij The Workers meer geconcentreerd op het spelen van elektrische gitaar.
In 1998 ontmoette Homans de twee filosofieprofessoren Doren Recker en Mike Rhodes van de Oklahoma State University, met wie hij de band Fried Okra Jones oprichtte. Deze band onderging verschillende personeelswisselingen, waaronder de bluesvrouw Honor Hero Havoc, bassist en gitarist "Texas" Ray Isom. In 1999 nam Homans voor het eerst sinds 1973 de ep-cd Fried Okra Jones op. In 2002 maakte Homans zijn eerste nationale publicatie Big Shoes to Fill voor Southern Records, geproduceerd door zijn oude muzikale collega Chris Stovall Brown uit Massachusetts, met neven Kyle en Adam Enevoldsen op drums en bas. Een paar maanden later kreeg Homans een ernstige hartaanval, maar hij keerde snel terug en bleef vrachtwagens besturen, industrieel afval vervoeren en in 2003 gebruikte hij zijn werkvakantietijd om zijn eerste internationale tournee te maken, een soloreis door Zuid-Engeland.
In 2004 verliet Homans zijn laatste baan als vrachtwagenchauffeur om op tournee te gaan met zijn ondersteunende band The Workers. In 2005 werd Homans genomineerd voor de W.C. Handy Award voor «Best New Artist Debut», voor zijn akoestische meesterwerk-cd Up Close and Personal, geproduceerd door Chris Hardwick. Hij en zijn band werden in 2006 ook genomineerd voor nog eens zes Handy Awards, in verschillende categorieën, en voor een Maple Blues Award van de Toronto Blues Society voor het album Watermelon Slim and the Workers uit 2006. Begin 2007 won dit album de 6e jaarlijkse Independent Music Awards voor beste bluesalbum. Watermelon Slim & The Workers waren ook genomineerd voor «Blues Album of the Year» voor The Wheel Man in het 7e jaarlijkse The Independent Music Awards.
In 2007 maakte Homans de cd The Wheel Man, die werd genomineerd voor nog eens zes Blues Music Awards. Tijdens de prijsuitreiking in 2008 wonnen Homans en zijn band de prijs voor «Best Blues Band of 2007» en The Wheel Man werd bekroond tot «Best Blues-CD of 2007». Daarnaast won Homans de Maple Blues Award voor «B.B. King International Entertainer». The Wheel Man was ook voor het tweede jaar op rij het #1 bluesalbum in de blues-cd-poll van Mojo Magazine in Engeland.
In 2008 namen The Workers hun derde cd No Paid Holidays op voor het NorthernBlues-platenlabel in Toronto. Homans werd op dit moment ook opgenomen in de Oklahoma Blues Hall of Fame.
In 2009 werd deze cd genomineerd voor nog eens vier Blues Music Awards, voor in totaal zeventien prijzen van de Blues Foundation. Een paar maanden later werd Escape From the Chicken Coop, Homans' eerste country-and-western-cd, opgenomen in Nashville met Paul Franklin, Darrell Scott en andere topspelers uit Nashville, uitgebracht bij NorthernBlues. Toekomstige publicaties zullen nog een Nashville-plaat bevatten, die Homans wortels uit North Carolina Grand Ole Opry weerspiegelt, een akoestische duo-cd met Honor Havoc en blues-cd's met Mississippi bluesmannen James 'Super Chikan' Johnson en Robert 'The Wolfman' Belfour.
In 1972-1973 ontmoette Homans country-ster Bonnie Raitt tijdens een van haar optredens. Zowel Raitt als Homans deelden dezelfde muzikale held Mississippi Fred McDowell, een gevestigde ster die eigenlijk Raitts leraar was geweest. In 1979 kwam Homans langs op een van Raitts shows. De verslaggever van de show voor het Norman Transcript schreef evenveel over Homans als over de ster. Ratio en Homans waren beiden aanwezig bij de onthulling van een Mississippi Blues Trail marker ter ere van wijlen McDowell. Later ging Homan alleen naar het graf van McDowell en gaf zijn mentor een serenade, waarbij hij de schuld erkende die hij verschuldigd was aan de man die Watermelon Slim begon op weg naar succes.
Homans is afgestudeerd aan de Lenox School for Boys, een kostschool in Lenox (Massachusetts). Homans heeft een bachelordiploma in journalistiek en geschiedenis van de Universiteit van Oregon en een masterdiploma in geschiedenis van de Oklahoma State University. Voordat hij stopte om dienst te nemen in de Vietnamoorlog had hij het Middlebury College bezocht. Hij kwam terug naar huis als een fervent anti-oorlogsactivist en blijft lid en aanhanger van Vietnam Veterans Against the War.
In februari 2019 bereikte zijn album Church Of The Blues #7 in de Billboard Blues Albums chart.

## Filmwerk
De muziek van Watermelon Slim is te horen in de milieudocumentaire Tar Creek uit 2009, die gaat over de milieuramp in Tar Creek in Oklahoma. Muziek uit Big Shoes to Fill, Up Close & Personal en een liveversie van Oklahoma Blues scoren deze bekroonde documentaire van schrijver/regisseur Matt Myers. Homans en Myers ontmoetten elkaar terwijl ze samen naar school gingen aan de Oklahoma State University.

## Discografie

### Albums
- 1973: Merry Airbrakes
- 1999: Fried Okra Jones
- 2003: Big Shoes to Fill
- 2004: Up Close & Personal
- 2006: Watermelon Slim & the Workers
- 2007: The Wheel Man
- 2008: No Paid Holidays
- 2009: Escape From the Chicken Coop
- 2010: Ringers
- 2011: Watermelon Slim & Super Chikan Okiesippi Blues
- 2013: Bull Goose Rooster
- 2017: Golden Boy
- 2019: Church Of The Blues
- 2020: Traveling Man

### DVD's
- 2006: Ripe For the Picking (live)